# Journée mondiale de la prévention du suicide
Pour un article plus général, voir Prévention du suicide.
La Journée mondiale de prévention du suicide est une journée de sensibilisation célébrée le 10 septembre de chaque année, afin de fournir un engagement mondial et des actions pour prévenir les suicides, avec diverses activités à travers le monde depuis 2003. L'Association internationale pour la prévention du suicide (en) , collabore avec l'Organisation mondiale de la santé (OMS) et la Fédération mondiale pour la santé mentale (en), pour accueillir la Journée mondiale de la prévention du suicide. En 2011, environ 40 pays ont organisé des événements de sensibilisation pour marquer l'occasion. Les Nations unies ont publié une «Politique nationale de prévention du suicide» dans les années 90, que certains pays utilisent comme base de leurs politiques suicidaires.

## Contexte
En 2011, on estime qu'un million de personnes meurent chaque année par suicide, soit «un décès toutes les 40 secondes, environ 3000 par jour». Selon l'OMS, une vingtaine de personnes échouent une tentative de suicide pour une de réussie, à un rythme d'environ une toutes les trois secondes. Le suicide est la «cause de décès la plus fréquente chez les 15-24 ans». En 2008, l'OMS mentionne le plus grand nombre de suicides dans le groupe d'âge 15-29 ans, tandis que le plus faible chez les 80+ , ainsi que celui avec le taux le plus élevé (pour 100 000) parmi tous les groupes d'âge, avec 27,8 suicides pour les femmes et 60,1 pour les hommes. Plus de gens meurent du suicide que par guerre ; C'est la 13e cause de décès dans le monde, Selon l'OMS, le suicide représente près de la moitié des décès violents dans le monde. Brian Mishara, président de l'IASP, a noté que «plus de gens se suicident que de morts dans toutes les guerres, actes terroristes et violences interpersonnelles combinés». Le nombre de personnes suicidaires devrait atteindre 1,5 million par an d'ici 2020.
En 2015 et (au moins) depuis 2008, environ une personne sur 10 000 meurt chaque année par suicide (1,4 % de tous les décès), avec des taux signalés (pour 100 000) de 10,7 et 11,6 respectivement,.
L'ONU a noté que les décès des kamikazes sont considérés comme secondaires à leur objectif de tuer d'autres personnes ou des cibles spécifiques et les bombardiers ne sont pas typiques des personnes qui se suicident.

## Suicides par l'utilisation de pesticides
Selon un communiqué de presse de l'OMS, un tiers des suicides dans le monde ont été commis avec des pesticides, dont certains étaient interdits par les conventions des Nations unies. L'OMS exhorte les pays asiatiques à restreindre les pesticides couramment utilisés en cas d'échec[De quoi ?]. en particulier les pesticides à base d'organophosphorés qui sont interdits par les conventions internationales mais qui sont encore fabriqués et exportés par certains pays asiatiques. De 1996 à 2006, l'ingestion de pesticides représentait 60 à 90 % des suicides en Chine, en Malaisie, au Sri Lanka et à Trinité-et-Tobago. L'OMS signale une augmentation des suicides par pesticides dans d'autres pays asiatiques ainsi qu'en Amérique centrale et en Amérique du Sud. On estime que de telles tentatives ratées et douloureuses pourraient être réduites en légalisant les options d'euthanasie volontaire contrôlée, telles que mises en œuvre en Suisse[citation nécessaire].
En 2017, on estime qu'environ 30 % des suicides dans le monde sont dus à l'auto-empoisonnement par les pesticides, dont la plupart se produisent dans les zones agricoles rurales des pays à revenu faible ou intermédiaire.

## Informations

### par pays
Sur les 34 pays membres de l'Organisation de coopération et de développement économiques, un groupe de pays développés qui utilise l'économie de marché pour améliorer l'indice de développement humain, la Corée du Sud avait le taux de suicide le plus élevé. En 2011, le ministère de la Santé et du Bien-être de la Corée du Sud a promulgué une législation coïncidant avec la WSPD pour s'attaquer au taux élevé.
Dans certains pays, comme la Chine, les jeunes de 15 à 34 ans sont plus susceptibles de mourir par suicide que par tout autre moyen.
Selon l'OMS, en 2009, les quatre pays présentant les taux de suicide les plus élevés étaient tous en Europe de l'Est; La Slovénie avait le quatrième taux le plus élevé précédé par la Russie, la Lettonie et la Biélorussie. Cela reste dans les limites des résultats du début de l'événement WSPD en 2003, lorsque les taux les plus élevés ont également été trouvés dans les pays d'Europe de l'Est. Les pays ayant les taux les plus bas ont tendance à être en Amérique latine, «pays musulmans et quelques pays asiatiques». Il y a un manque d'information de la plupart des pays africains.

### par genre

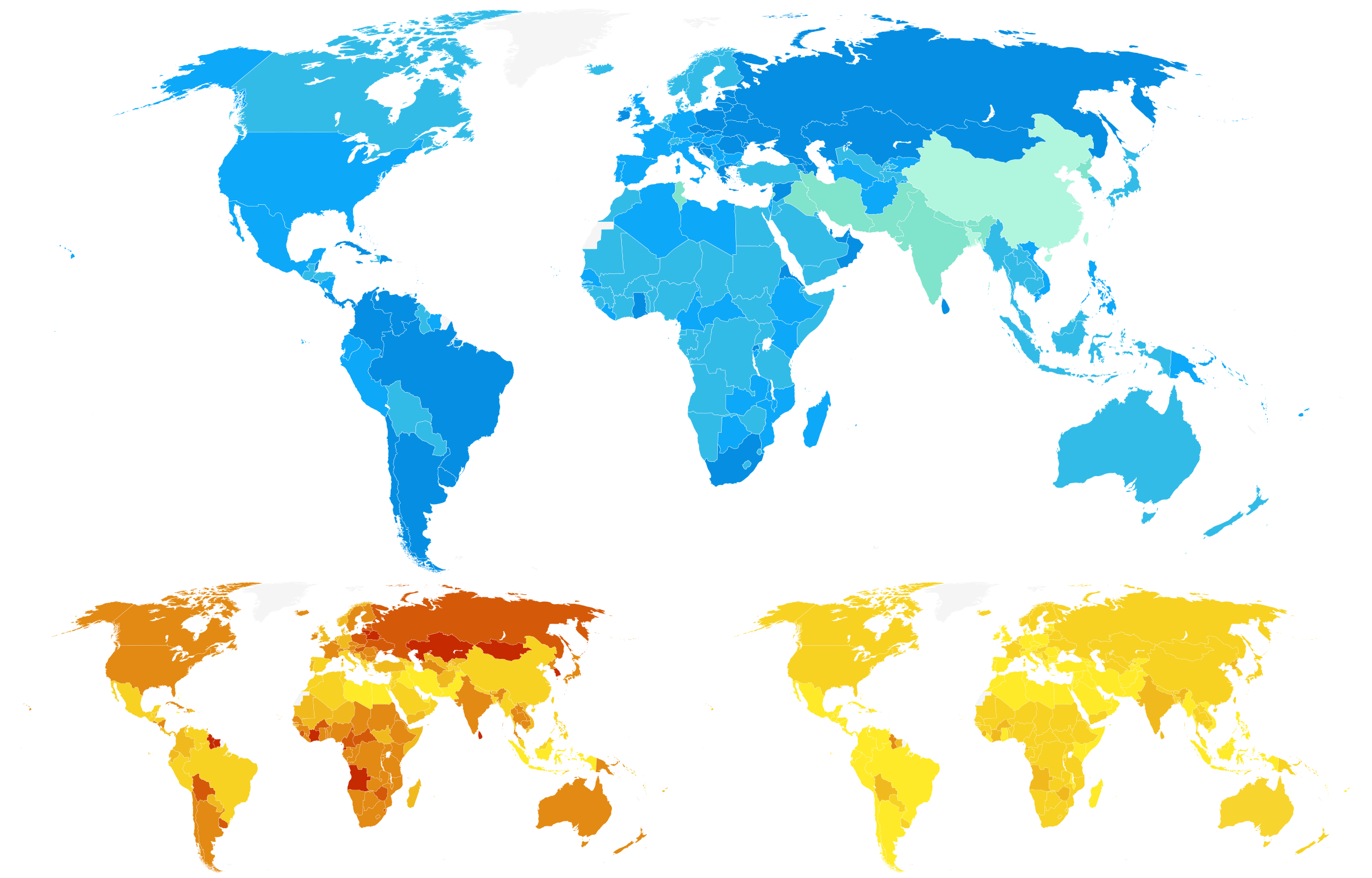
Carte mondiale montrant les ratios de suicide des hommes et des femmes pour chaque pays selon les données de 2015 fournies par l'OMS. Le ratio mondial est de 1,7 et est utilisé comme limite d'intervalle initiale.

Les pays occidentaux (fait référence à ceux en relation directe avec les Européens de l'Ouest, notamment ceux-ci) signalent une mortalité masculine plus élevée que les autres : selon les données les plus récentes fournies par l'OMS (Organisation Mondiale de la Santé), environ 40 000 femmes (sur les 300 000 suicides de femme) et 150 000 hommes (sur le demi-million de suicides d'homme) prennent délibérément leur propre vie en Europe et dans les Amériques (moins de 30 % de la population mondiale) chaque année.
« Even though women are more prone to suicidal thoughts than men, rates of suicide are higher among men. On average, there are about three male suicides for every female one – though in parts of Asia, the ratio is much narrower. »
« Même si les femmes sont plus sujettes aux pensées suicidaires que les hommes, les taux de suicide sont plus élevés chez les hommes. En moyenne, il y a environ trois suicides d'hommes pour chaque femme - bien que dans certaines régions d'Asie, le ratio soit beaucoup plus étroit. »
— OMS (2002)
À l'exception de la Chine (près d'un cinquième de la population mondiale) et du Bangladesh (2 % de la population mondiale), les hommes meurent plus souvent que les femmes (paradoxe sexuel des comportements suicidaires) : en Chine, les femmes sont 30 % plus susceptibles que les hommes de se suicider, tandis que dans le reste du monde, les hommes sont environ 300 % plus susceptibles de le faire, avec quelques pays (comptant plus de 100 millions de résidents) dépassant largement le chiffre de 600 %. Des pays remarquables (dont l'Inde) d'Asie du Sud signalent une mortalité masculine beaucoup plus faible, correspondant au taux mondial de suicide chez les hommes de 1,7 (les hommes étant 70 % plus susceptibles que les femmes de se suicider).
La plus grande divergence des ratios de suicide hommes-femmes (voir carte ci-contre) est notée pour les pays de l'ex-bloc soviétique et pour certains pays d'Amérique latine.

## Thèmes
- 2003 – "Suicide Can Be Prevented!", (Le suicide peut être évité!)[16]
- 2004 – "Saving Lives, Restoring Hope", (Sauver des vies, restaurer l'espoir)[19]
- 2005 – "Prevention of Suicide is Everybody's Business", (La prévention du suicide est l'affaire de tous)[20]
- 2006 – "With Understanding New Hope", (Avec la compréhension du nouvel espoir)[9]
- 2007 – "Suicide prevention across the Life Span", (Prévention du suicide tout au long de la vie)[21]
- 2008 – "Think Globally, Plan Nationally, Act Locally", (Penser globalement, planifier à l'échelle nationale, agir localement)[22]
- 2009 – "Suicide Prevention in Different Cultures", (Prévention du suicide dans différentes cultures)[6]
- 2010 – "Families, Community Systems and Suicide", (Familles, systèmes communautaires et suicide)[23]
- 2011 – "Preventing Suicide in Multicultural Societies", (Prévenir le suicide dans les sociétés multiculturelles)[3]
- 2012 – "Suicide Prevention across the Globe: Strengthening Protective Factors and Instilling Hope", (La prévention du suicide dans le monde: renforcer les facteurs de protection et susciter l'espoir)[24]
- 2013 – "Stigma: A Major Barrier to Suicide Prevention", (La stigmatisation: un obstacle majeur à la prévention du suicide)
- 2014 – "Light a candle near a Window", (Allumer une bougie près d'une fenêtre)
- 2015 – "Preventing Suicide: Reaching Out and Saving Lives", (Prévenir le suicide: atteindre et sauver des vies)
- 2016 – "Connect, Communicate, Care", (Connecter, communiquer, soigner)
- 2017 – "Take a Minute, Change a Life", (Prenez une minute, changez une vie)[25]
- 2018 – "Working Together to Prevent Suicide", (Travaillons ensemble pour la prévention du suicide)[26],[27]
- 2021 - "Creating Hope Through Action" (Créer l'espoir par l'action)
- 2024 - "Changing the Narrative on Suicide" (Changer le récit sur le suicide)